# 30e cérémonie des Saturn Awards
La 30e cérémonie des Saturn Awards, récompensant les films, séries télévisées et téléfilms sortis en 2003 et les professionnels s'étant distingués cette année-là, s'est tenue le 5 mai 2004.

## Palmarès
Les lauréats sont indiqués ci-dessous en premier de chaque catégorie et en gras.

### Cinéma

#### Meilleur film de science-fiction
- X-Men 2 (X2: X-Men United)
  - Hulk
  - Lara Croft : Tomb Raider, le berceau de la vie (Lara Croft Tomb Raider: The Cradle of Life)
  - Matrix Revolutions (The Matrix Revolutions)
  - Paycheck
  - Terminator 3 : Le Soulèvement des machines (Terminator 3 : Rise of the Machines)

#### Meilleur film fantastique
- Le Seigneur des anneaux : Le Retour du roi (The Lord of the Rings: The Return of the King)
  - Big Fish
  - Freaky Friday : Dans la peau de ma mère (Freaky Friday)
  - La Ligue des gentlemen extraordinaires (The League of Extraordinary Gentlemen)
  - Peter Pan
  - Pirates des Caraïbes : La Malédiction du Black Pearl (Pirates of the Caribbean: The Curse of the Black Pearl)

#### Meilleur film d'horreur
- 28 jours plus tard (28 Days Later)
  - Cabin Fever
  - Destination finale 2 (Final Destination 2)
  - Freddy contre Jason (Freddy vs. Jason)
  - Jeepers Creepers 2
  - Massacre à la tronçonneuse (The Texas Chainsaw Massacre)
  - Underworld

#### Meilleur film d'action / aventures / thriller
- Kill Bill, volume 1
  - Retour à Cold Mountain (Cold Mountain)
  - Identity
  - Braquage à l'italienne (The Italian Job)
  - Le Dernier Samouraï (The Last Samurai)
  - Les Disparues (The Missing)

#### Meilleur film d'animation
- Le Monde de Nemo (Finding Nemo)
  - Frère des ours (Brother Bear)
  - Les Looney Tunes passent à l'action (Looney Tunes: Back in Action)
  - Sinbad : La Légende des sept mers (Sinbad: Legend of the Seven Seas)

#### Meilleure réalisation
- Peter Jackson pour Le Seigneur des anneaux : Le Retour du roi (The Lord of the Rings: The Return of the King)
  - Danny Boyle pour 28 jours plus tard (28 Days Later)
  - Bryan Singer pour X-Men 2
  - Quentin Tarantino pour Kill Bill, volume 1
  - Gore Verbinski pour Pirates des Caraïbes : La Malédiction du Black Pearl (Pirates of the Caribbean: The Curse of the Black Pearl)
  - Edward Zwick pour Le Dernier Samouraï (The Last Samurai)

#### Meilleur acteur
- Elijah Wood pour le rôle de Frodon Sacquet dans Le Seigneur des anneaux : Le Retour du roi (The Lord of the Rings: The Return of the King)
  - Tom Cruise pour le rôle de Nathan Algren dans Le Dernier Samouraï (The Last Samurai)
  - Johnny Depp pour le rôle de Jack Sparrow dans Pirates des Caraïbes : La Malédiction du Black Pearl (Pirates of the Caribbean: The Curse of the Black Pearl)
  - Albert Finney pour le rôle d'Ed Bloom âgé dans Big Fish
  - Crispin Glover pour le rôle de Willard Stiles dans Willard
  - Viggo Mortensen pour le rôle d'Aragorn dans Le Seigneur des anneaux : Le Retour du roi (The Lord of the Rings: The Return of the King)

#### Meilleure actrice
- Uma Thurman pour le rôle de Beatrix Kiddo dans Kill Bill, volume 1
  - Kate Beckinsale pour le rôle de Selene dans Underworld
  - Jessica Biel pour le rôle d'Erin dans Massacre à la tronçonneuse
  - Cate Blanchett pour le rôle de Maggie Gilkeson dans Les Disparues
  - Jennifer Connelly pour le rôle de Betty Ross dans Hulk
  - Jamie Lee Curtis pour le rôle de Tess Coleman dans Freaky Friday : Dans la peau de ma mère

#### Meilleur acteur dans un second rôle
- Sean Astin pour le rôle de Sam Gamegie dans Le Seigneur des anneaux : Le Retour du roi (The Lord of the Rings: The Return of the King)
  - Sonny Chiba pour le rôle de Hattori Hanzō dans Kill Bill, volume 1
  - Ian McKellen pour le rôle de Gandalf dans Le Seigneur des anneaux : Le Retour du roi (The Lord of the Rings: The Return of the King)
  - Geoffrey Rush pour le rôle de Hector Barbossa dans Pirates des Caraïbes : La Malédiction du Black Pearl (Pirates of the Caribbean: The Curse of the Black Pearl)
  - Andy Serkis pour le rôle de Gollum dans Le Seigneur des anneaux : Le Retour du roi (The Lord of the Rings: The Return of the King)
  - Ken Watanabe pour le rôle de Katsumoto dans Le Dernier Samouraï (The Last Samurai)

#### Meilleure actrice dans un second rôle
- Ellen DeGeneres pour le rôle de Dory dans Le Monde de Nemo (Finding Nemo)
  - Keira Knightley pour le rôle d'Elisabeth Swann dans Pirates des Caraïbes : La Malédiction du Black Pearl (Pirates of the Caribbean: The Curse of the Black Pearl)
  - Lucy Liu pour le rôle d'O-Ren Ishii dans Kill Bill, volume 1
  - Kristanna Loken pour le rôle du T-X dans Terminator 3 : Le Soulèvement des machines (Terminator 3: Rise of the Machines)
  - Miranda Otto pour le rôle d'Éowyn dans Le Seigneur des anneaux : Le Retour du roi (The Lord of the Rings: The Return of the King)
  - Peta Wilson pour le rôle de Mina Harker dans La Ligue des gentlemen extraordinaires (The League of Extraordinary Gentlemen)

#### Meilleur(e) jeune acteur ou actrice
- Jeremy Sumpter pour Peter Pan
  - Frankie Muniz pour Cody Banks, agent secret
  - Lindsay Lohan pour Freaky Friday : Dans la peau de ma mère
  - Sosuke Ikematsu pour Le Dernier Samouraï
  - Jenna Boyd pour Les Disparues
  - Rachel Hurd-Wood pour Peter Pan

#### Meilleur scénario
- Fran Walsh, Philippa Boyens et Peter Jackson pour Le Seigneur des anneaux : Le Retour du roi
  - Alex Garland pour 28 jours plus tard
  - Andrew Stanton, Bob Peterson et David Reynolds pour Le Monde de Nemo
  - Heather Hach et Leslie Dixon pour Freaky Friday : Dans la peau de ma mère
  - Quentin Tarantino pour Kill Bill : Volume 1
  - Dan Harris et Michael Dougherty pour X-Men 2

#### Meilleure musique
- Le Seigneur des anneaux : Le Retour du roi (The Lord of the Rings: The Return of the King) – Howard Shore
  - Hulk – Danny Elfman
  - Les Looney Tunes passent à l'action (Looney Tunes: Back in Action) – Jerry Goldsmith
  - Le Monde de Nemo (Finding Nemo) – Thomas Newman
  - Pirates des Caraïbes : La Malédiction du Black Pearl (Pirates of the Caribbean: The Curse of the Black Pearl) – Klaus Badelt
  - X-Men 2 – John Ottman

#### Meilleurs costumes
- Pirates des Caraïbes : La Malédiction du Black Pearl (Pirates of the Caribbean: The Curse of the Black Pearl) – Penny Rose
  - La Ligue des gentlemen extraordinaires (The League of Extraordinary Gentlemen) – Jacqueline West
  - Matrix Revolutions – Kym Barrett
  - Peter Pan – Janet Patterson
  - Le Seigneur des anneaux : Le Retour du roi (The Lord of the Rings: The Return of the King) – Ngila Dickson et Richard Taylor
  - X-Men 2 – Louise Mingenbach

#### Meilleur maquillage
- Le Seigneur des anneaux : Le Retour du roi (The Lord of the Rings: The Return of the King) – Richard Taylor et Peter King
  - Le Manoir hanté et les 999 Fantômes (The Haunted Mansion) – Rick Baker, Bill Corso et Robin L. Neal
  - Pirates des Caraïbes : La Malédiction du Black Pearl (Pirates of the Caribbean: The Curse of the Black Pearl) – Ve Neill et Martin Samuel
  - Terminator 3 : Le Soulèvement des machines (Terminator 3: Rise of the Machines) – Jeff Dawn et John Rosengrant
  - Underworld – Trefor Proud et Balázs Novák
  - X-Men 2 – Gordon J. Smith

#### Meilleurs effets visuels
- Le Seigneur des anneaux : Le Retour du roi (The Lord of the Rings: The Return of the King) – Randall William Cook, Alex Funke, Joe Letteri et Jim Rygiel
  - Hulk – Colin Brady, Edward Hirsh, Michael Lantieri et Dennis Muren
  - Matrix Revolutions (The Matrix Revolutions) – John Gaeta, Craig Hayes, Kim Libreri et George Murphy
  - Pirates des Caraïbes : La Malédiction du Black Pearl (Pirates of the Caribbean: The Curse of the Black Pearl) – Terry D. Frazee, Charles Gibson, Hal T. Hickel et John Knoll
  - Terminator 3 : Le Soulèvement des machines (Terminator 3: Rise of the Machines) – Allen Hall, Pablo Helman, John Rosengrant et Danny Gordon Taylor
  - X-Men 2 – Michael L. Fink, Richard E. Hollander, Stephen Rosenbaum et Mike Vézina

### Télévision

#### Meilleure série diffusée sur les réseaux nationaux
- Angel et Les Experts (CSI: Crime Scene Investigation) ex æquo
  - Alias
  - Buffy contre les vampires (Buffy the Vampire Slayer)
  - Star Trek: Enterprise
  - Smallville

#### Meilleure série diffusée sur le câble ou en syndication
- Stargate SG-1
  - Andromeda (Gene Roddenberry's Andromeda)
  - La Caravane de l'étrange (Carnivàle)
  - Dead Like Me
  - Dead Zone (The Dead Zone)
  - Farscape

#### Meilleur téléfilm, mini-série ou programme spécial
- Battlestar Galactica
  - Les Enfants de Dune (Children of Dune)
  - DreamKeeper
  - Star Wars: Clone Wars
  - Le Journal d'Ellen Rimbauer (The Diary of Ellen Rimbauer)
  - Riverworld, le monde de l'éternité (Riverworld)

#### Meilleur acteur
- David Boreanaz pour le rôle d'Angel dans Angel
  - Michael Vartan pour le rôle de Michael Vaughn dans Alias
  - Scott Bakula pour le rôle de Jonathan Archer dans Star Trek: Enterprise
  - Tom Welling pour le rôle de Clark Kent dans Smallville
  - Richard Dean Anderson pour le rôle de Jack O'Neill dans Stargate SG-1
  - Michael Shanks pour le rôle de Daniel Jackson dans Stargate SG-1

#### Meilleure actrice
- Amber Tamblyn pour le rôle de Joan Girardi dans Le Monde de Joan
  - Jennifer Garner pour le rôle de Sydney Bristow dans Alias
  - Sarah Michelle Gellar pour le rôle de Buffy Summers dans Buffy contre les vampires
  - Ellen Muth pour le rôle de Georgia Lass dans Dead Like Me
  - Kristin Kreuk pour le rôle de Lana Lang dans Smallville
  - Eliza Dushku pour le rôle de Tru Davies dans Tru Calling : Compte à rebours

#### Meilleur acteur dans un second rôle
- James Marsters pour le rôle de Spike dans Buffy contre les vampires
  - Victor Garber pour le rôle de Jack Bristow dans Alias
  - Alexis Denisof pour le rôle de Wesley Wyndam-Pryce dans Angel
  - Nick Stahl pour le rôle de Ben Hawkins dans La Caravane de l'étrange
  - John Glover pour le rôle de Lionel Luthor dans Smallville
  - Michael Rosenbaum pour le rôle de Lex Luthor dans Smallville

#### Meilleure actrice dans un second rôle
- Amy Acker pour le rôle de Winifred Burkle dans Angel
  - Charisma Carpenter pour le rôle de Cordelia Chase dans Angel
  - Katee Sackhoff pour le rôle de Kara « Starbuck » Thrace dans Battlestar Galactica
  - Jolene Blalock pour le rôle de T'Pol dans Star Trek: Enterprise
  - Victoria Pratt pour le rôle de Shalimar Fox dans Mutant X
  - Amanda Tapping pour le rôle de Samantha Carter dans Stargate SG-1

### DVD

#### Meilleure édition DVD
- Bionicle : Le Masque de Lumière (Bionicle: Mask of Light)
  - Anatomie 2
  - Hitcher 2 (The Hitcher II: I've Been Waiting)
  - Interstate 60 (Interstate 60: Episodes of the Road)
  - May
  - Millennium Actress (千年女優, Sennen joyū)

#### Meilleure édition spéciale DVD
- Le Seigneur des anneaux : Les Deux Tours (The Lord of the Rings: The Two Towers)
  - La Chute du faucon noir (Black Hawk Down)
  - Harry Potter et la Chambre des secrets (Harry Potter and the Chamber of Secrets)
  - Identity
  - Le Monde de Nemo (Finding Nemo)
  - Pirates des Caraïbes : La Malédiction du Black Pearl (Pirates of the Caribbean: The Curse of the Black Pearl)

#### Meilleure édition spéciale DVD d'un classique
- Les Aventures de Robin des Bois (The Adventures of Robin Hood)
  - Vingt Mille Lieues sous les mers (20,000 Leagues Under the Sea)
  - Il était une fois dans l'Ouest (C'era una volta il West)
  - Au cœur de la nuit (Dead of Night)
  - Le Roi lion (The Lion King)
  - Déviation mortelle (Roadgames)

#### Meilleure collection DVD
- The Adventures of Indiana Jones DVD Collection comprenant Les Aventuriers de l'arche perdue (Raiders of the Lost Ark), Indiana Jones et le Temple maudit (Indiana Jones and the Temple of Doom) et Indiana Jones et la Dernière Croisade (Indiana Jones and the Last Crusade)
  - Mystery Science Theater 3000 Collection 2 - 4 comprenant Brigade des anges (Angels Revenge), Ator l'invincible 2 (Ator l'invincibile 2), L'Éclosion des monstres (Los Nuevos Extraterrestres), Monstrosity, The Sidehackers, The Unearthly, Girl in Gold Boots, Hamlet, Prinz von Dänemark, Overdrawn at the Memory Bank et divers courts métrages
  - The Lon Chaney Collection comprenant The Ace of Hearts, L'Inconnu (The Unknown), Ris donc, Paillasse ! (Laugh, Clown, Laugh) et Lon Chaney: A Thousand Faces
  - Alien Quadrilogy comprenant Alien, le huitième passager (Alien), Aliens, le retour (Aliens), Alien 3 et Alien, la résurrection (Alien Resurrection)
  - The Jack Ryan Special Edition DVD Collection comprenant À la poursuite d'Octobre rouge (The Hunt for Red October), Danger immédiat (Clear and Present Danger), Jeux de guerre (Patriot Games) et La Somme de toutes les peurs (The Sum of All Fears)
  - X-Men Collection comprenant X-Men et X-Men 2 (X2)

#### Meilleure édition DVD d'un programme télévisé
Firefly (The Complete Firefly)
- Galactica (Battlestar Galactica Complete Epic Series)
- Hercule (saisons 1 et 2)
- Star Trek: Deep Space Nine (saisons 1 à 7)
- Disparition
- Un flic dans la mafia (saison 1, 1re partie)

### Prix spéciaux

#### Cinescape Genre Face of the Future Award - Female
- Pirates des Caraïbes : La Malédiction du Black Pearl (Pirates of the Caribbean: The Curse of the Black Pearl) – Keira Knightley

#### Filmmaker's Showcase Award
- Eli Roth

#### Visionary Award
- Paul Allen

#### George Pal Memorial Award
- Ridley Scott

#### Life Career Award
- Blake Edwards

#### Lifetime Achievement Award
- John Williams

#### President's Memorial Award
- Gale Anne Hurd